# 比特尔
比特尔是德国石勒苏益格－荷尔斯泰因州的一个市镇。总面积11.08平方公里，总人口36人，其中男性21人，女性15人（2011年12月31日），人口密度3人/平方公里。